# Comuna Sokîrîci, Kiverți
Sokîrîci (în ucraineană Сокиричі) este o comună în raionul Kiverți, regiunea Volînia, Ucraina, formată din satele Bodeaciv, Didovîci, Konopelka, Muravîșce, Sokîrîci (reședința) și Zabrodî.

## Demografie
Componența lingvistică a satului Sokîrîci
     Ucraineană (98,92%)
     Alte limbi (0,98%)
Conform recensământului din 2001, majoritatea populației satului Sokîrîci era vorbitoare de ucraineană (98,92%), existând în minoritate și vorbitori de alte limbi.